# François Herrgott
Pour les articles homonymes, voir Herrgott.
François Joseph Herrgott, né le 12 septembre 1814 à Guebwiller et mort à 4 mars 1907 à Nancy est un médecin gynécologue et obstétricien français, disciple de Charles-Emmanuel Sédillot, membre de l'Académie de médecine.

## Aperçu biographique
Il est le fils d'un fondeur d'étain. Après des études à la Faculté de médecine de Strasbourg,où il suit les cours de médecine opératoire du professeur Bégin, il est fait docteur en médecine en 1839 en soutenant sa thèse intitulée Essai sur les différentes variétés de forme de la matrice, pendant la gestation et l'accouchement. En 1841, il est nommé chirurgien-adjoint puis chirurgien-chef de l'Hôpital civil de Belfort. En 1848, confronté au choléra, il est médecin des épidémies de l'arrondissement de Belfort : il est distingué par la médaille d'argent du choléra en 1855.
Il est reçu professeur agrégé de chirurgie à la Faculté de médecine de Strasbourg en 1872. Spécialisé dans la chirurgie gynécologique et les accouchements, il sera l'un des premiers chirurgiens français à utiliser le chloroforme comme anesthésiant. Il pratique une des premières ovariectomies en France, le 23 novembre 1858.
Lors du siège et le bombardement de Strasbourg, il est chirurgien en chef des ambulances des grand et petit séminaires. Après l'annexion de l'Alsace-Moselle et le transfert de la Faculté de médecine de Strasbourg à Nancy, il devient professeur du cours d'accouchements et de maladies des enfants en 1871. À Nancy, en 1879, il occupe  la chaire de clinique.
Il est le père d'Alphonse Herrgott (1849-1927), professeur de gynécologie et d'obstétrique à la Faculté de médecine de Nancy, fondateur en 1890 de l'"Œuvre de la maternité" destinée à promouvoir l'allaitement maternel.

## Distinctions
- Membre correspondant de l'Académie des sciences
- Chevalier de la Légion d'honneur pour services distingués rendus pendant le siège de Strasbourg
- Officier de l'Instruction publique

## Œuvres et publications
- Essai sur les différentes variétés de forme de la matrice, pendant la gestation et l'accouchement suivi de la solution de quatre questions proposées pour la réception au doctorat, [Thèse de doctorat de médecine], Imprimerie de G. Silbermann, Strasbourg, 1839.
- Titres soumis à S.E.M. le ministre de l'Instruction publique, à MM. les membres de la Faculté de médecine et MM. les membres du Conseil académique, par le Dr F.-J. Herrgott... à l'appui de sa candidature à la chaire de médecine opératoire, vacante à la Faculté de médecine de Strasbourg, Strasbourg, Impr. de G. Silbermann, 1856.
- Appréciation comparative des sections musculaires et tendineuses et des moyens orthopédiques, [Thèse de concours, Strasbourg, 1853], Strasbourg, 1859.
- Le professeur Bégin, [notice historique lue à la réunion générale de la Société de médecine de Strasbourg du 7 juillet 1859], impr. G. Silbermann (Strasbourg), 1859.
- Examen des perfectionnements récents dont a été l'objet l'opération de la fistule vésico-vaginale, [suivi des trois nouvelles opérations pratiquées avec succès par M. le Dr Herrgott], impr. de G. Silbermann, Strasbourg, 1863, lire en ligne sur Gallica.
- Notice sur le Dr Lereboullet, doyen de la Faculté des sciences, ancien président de la société de médecine, [lue à la séance annuelle de la société de médecine de Strasbourg, le 5 juillet 1866], Impr. de Silbermann, Strasbourg, 1866, lire en ligne sur Gallica.
- Le traumatisme, [discours prononcé à l'ouverture de la clinique chirurgicale du 1er semestre de 1867-1868], impr. de G. Silbermann, Strasbourg, 1868, lire en ligne sur Gallica.
- Excursion dans l'Engadine : bains de Saint-Moritz, le Prese, Bormio et Tarasp, Strasbourg, Impr. de G. Silbermann, 1868.
- Des accidents dans la chloroformisation, [discours prononcé à la Société de médecine de Strasbourg dans la discussion sur le chloroforme], Derivaux, Strasbourg, 1869, lire en ligne sur Gallica.
- Notice sur le Professeur Küss maire de Strasbourg, représentant du Bas-Rhin, Strasbourg, Noiriel, 1871.
- La Société de Médecine de Strasbourg, depuis 1842 jusqu'en 1872 : sa participation au mouvement scientifique pendant les trente années de son existence, [discours prononcé à la réunion annuelle du 4 juillet 1872], Strasbourg , Berger-Levrault, 1872.
- Du Traitement des fistules vésico-vaginales, 1874.
- Des Gouttières en linge plâtré moulées directement sur les membres, de leur emploi dans le traitement des fractures simples ou compliquées, des résections et des affections chirurgicales des membres, Paris, Berger-Levrault, 1874.
- De l'oblitération du vagin comme moyen de guérison de l'incontinence d'urine dans les grandes pertes de substance de la vessie, [discussions soulevées par cette méthode opératoire devant l'Académie de médecine en 1845 et 1875], Paris, Berger-Levrault & Cie., 1875.
- Soranus d'Ephèse accoucheur. Contribution à l'étude de la version podalique, Paris, H. Lauwereyns, 1882,Texte intégral en ligne.
- Spondylizème et spondylolisthésis, nouveaux documents pour l'étude de ces deux espèces de lésions pelviennes, [avec une traduction de l'étude de l'Étiologie de la spondylolisthésis par le Dr Frantz-L. Neugebauer], 1883.
- Extirpation de la matrice, esquisse historique, opération princeps de Sauter, G. Steinheil, Paris, 1885, lire en ligne sur Gallica.
- Le Dr Constant Saucerotte de Lunéville, [notice biographique lue à l'assemblée générale annuelle des médecins de Meurthe-et-Moselle et de la Société de médecine de Nancy, le 4 juin 1885], impr. de Berger-Levrault, Nancy, 1885,lire en ligne sur Gallica.
- Les Chamberlen, Jean Palfyn, le forceps, Paris, G. Steinheil, 1888.
- Le professeur Joseph-Alexis Stoltz : sa carrière et l'analyse de ses travaux, Paris, Steinheil, 1896.

Traductions

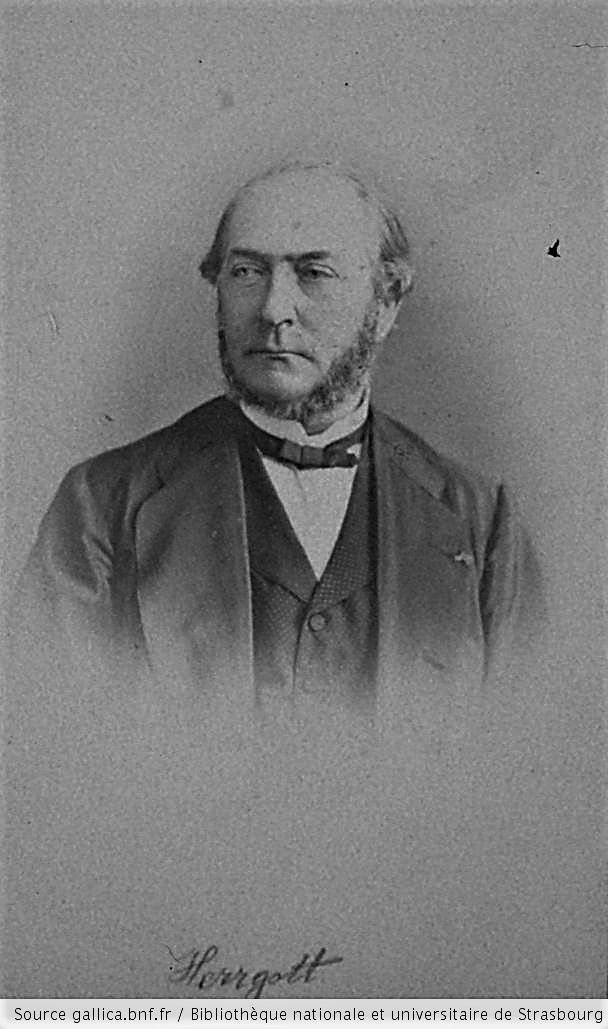
François Joseph Herrgott, buste de face, s.n (S.l), édition 1850 - Collections de la Bibliothèque nationale et universitaire (Strasbourg).

- Conseils pour se préserver du choléra, par le Dr Carl von Pfeufer, traduit de l'allemand, impr. de J.-B. Clerc, Belfort, 1849, lire en ligne sur Gallica.
- De la version par manœuvres externes et de l'extraction du fœtus par les pieds, par le Dr Justus Heinrich  Wigand, traduit de l'allemand, avec une préface par M. le Prof. Stoltz, Paris, J.-B. Baillière et fils, 1857.
- Traité des déviations utérines, par le Dr Bernhard Sigmund Schultze, traduit de l'allemand, O. Doin (Paris), 1884, lire en ligne sur Gallica.
- Essai d'une histoire de l'obstétricie, par  Eduard Kaspar Jacob vonSiebold, traduction de l'allemand avec additions, figures, et un appendice, Paris , G. Steinheil, 3 volumes, 1891-1892.
- Traité des maladies des femmes par Soranius d'Éphèse et Moschion son abréviateur et traducteur, Nancy , Berger-Levrault & cie, 1895 , Texte intégral en ligne.